# کریس مور
کریس مور (به انگلیسی: Kris Moore) (زاده ۱۹۸۱) یکی از توسعه‌دهندگان سیستم‌عامل فری‌بی‌اس‌دی و بنیان‌گذار و توسعه‌دهنده اصلی پروژه پی‌سی-بی‌اس‌دی است. پی‌سی-بی‌اس‌دی سیستم‌عاملی برای رایانه‌های خانگی است که بر اساس فری‌بی‌اس‌دی توسعه می‌یابد. مور در شرکتی به نام iXsystems کار می‌کند. مور در ماریویل، تنسی در ایالات متحده زندگی می‌کند و سه فرزند دارد. او در رشته سیستم‌های اطلاعاتی تجاری از دانشگاه ایندینا وسلیان فارغ‌التحصیل شده‌است.